# Esmaeil Hosseini
Seyed Esmaeil Hosseini (em persa: سید اسماعیل حسینی, nascido em 2 de abril de 1942) é um ex-ciclista olímpico iraniano. Representou sua nação em dois eventos nos Jogos Olímpicos de Verão de 1964, em Tóquio.